# Vernon et Irene Castle
Pour les articles homonymes, voir Castle.

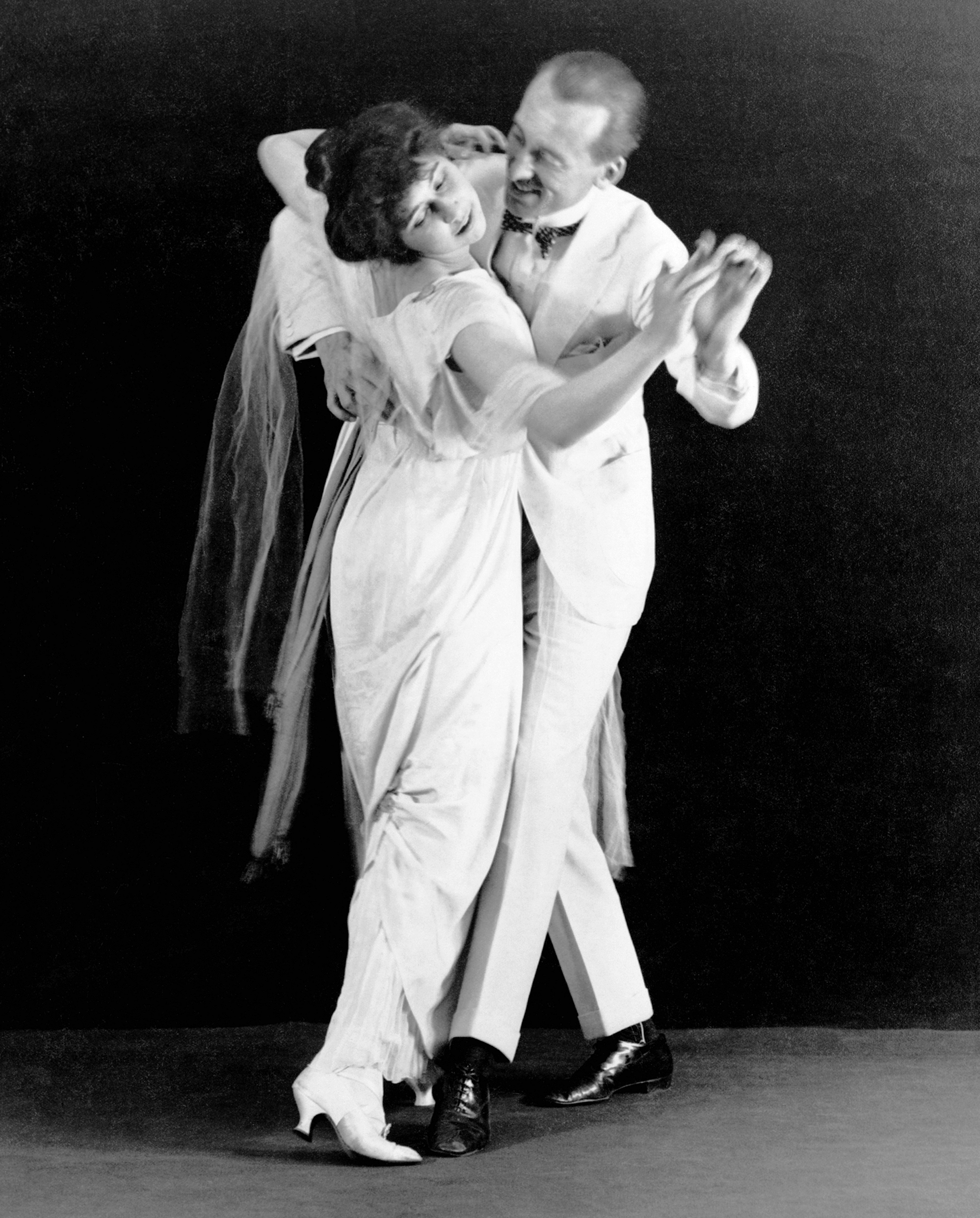
Irene et Vernon Castle, c. 1912

Vernon et Irene Castle étaient un couple marié de danseurs de salon et des professeurs de danse qui sont apparus dans des productions à Broadway et dans des films muets au début du XXe siècle. On leur attribue la renaissance de la popularité de la danse moderne. Castle était un nom de scène: Vernon (2 mai 1887 - 15 février 1918) est né William Vernon Blyth à Norwich, Norfolk, en Angleterre. Irene (17 avril 1893 - 25 janvier 1969) est née Irene Foote à New Rochelle, New York.
Le couple a atteint le sommet de sa popularité dans le premier spectacle d'Irving Berlin à Broadway, Watch Your Step (1914), dans lequel ils ont peaufiné et popularisé le Foxtrot. Ils ont également contribué à promouvoir le ragtime, les rythmes jazz et la musique afro-américaine pour la danse. Irene est devenue une icône de la mode grâce à ses apparitions sur scène et dans les premiers films, et les deux Castle étaient très demandés en tant que professeurs et écrivains de danse.
Après avoir servi avec distinction en tant que pilote dans le Royal Flying Corps britannique pendant la Première Guerre mondiale, Vernon, décède dans un accident d'avion sur une base d'entraînement au vol près de Fort Worth, au Texas, en 1918. Irene a continué à se produire en solo dans des productions de Broadway, de vaudeville et de cinéma au cours de la décennie suivante. Elle s'est remariée trois fois, a eu des enfants et est devenue une militante des droits des animaux. En 1939, sa vie avec Vernon a été dramatisée dans La Grande Farandole.

## Ascension vers la gloire

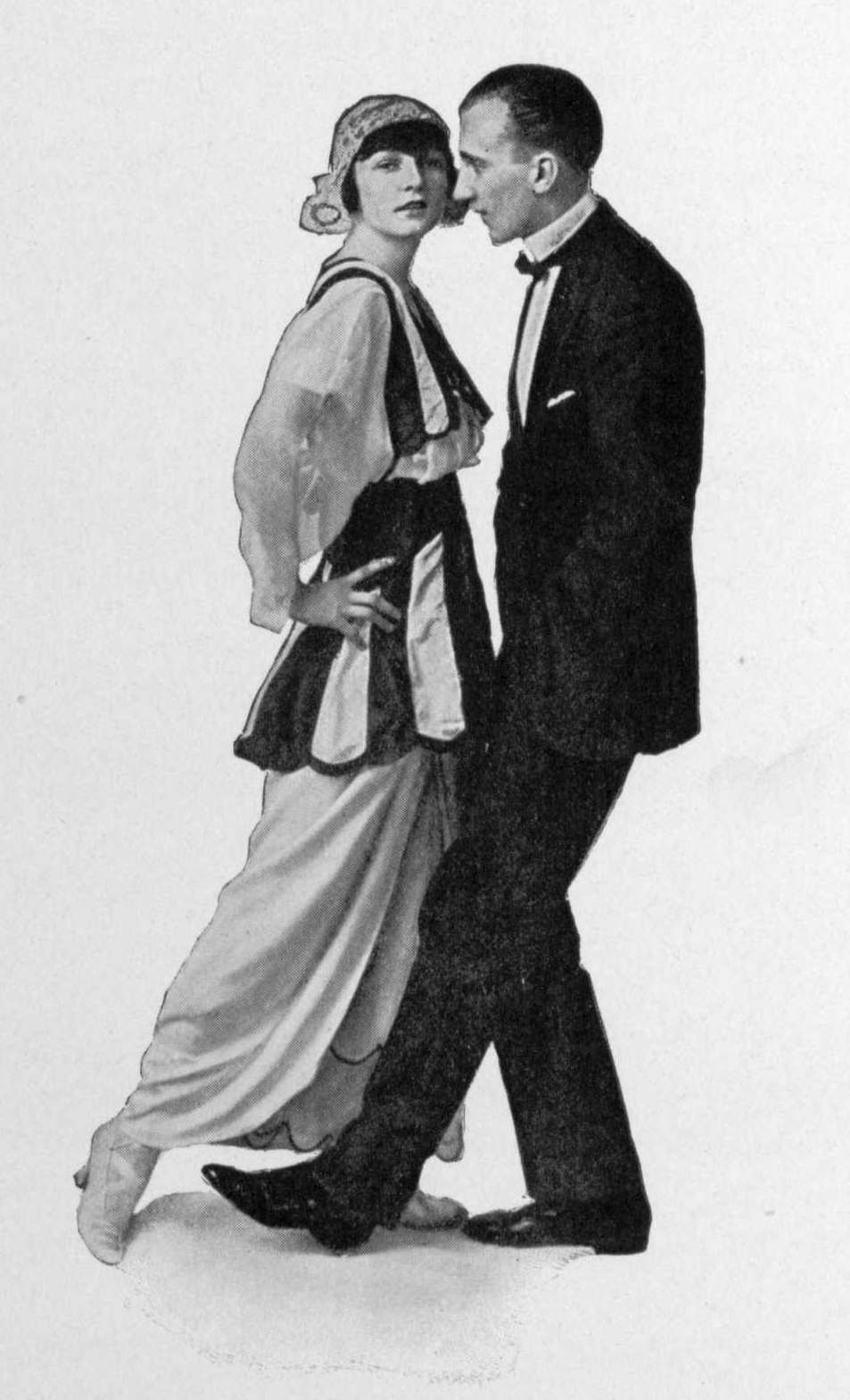
Une figure de Tango à mains libres inventée par les Castle; photographie tirée de leur best-seller de 1914: Modern Dancing.

Vernon, le fils d'un propriétaire de pub, a été élevé à Norwich, en Angleterre, pour devenir ingénieur civil. Il a déménagé à New York en 1906 avec sa sœur, Coralie Blythe, et son mari Lawrence Grossmith, deux acteurs. Là, il a reçu un petit rôle sur scène par Lew Fields, qui a conduit à d'autres travaux d'acteur, et il s'est établi en tant qu'acteur comique, chanteur, danseur et prestidigitateur, sous le nom de scène de Vernon Castle.
Irene est née le 17 avril 1893 à New Rochelle, à New York et est la fille d'un médecin. Elle étudie la danse et se produit dans plusieurs théâtres amateurs avant de rencontrer Vernon Castle au New Rochelle Rowing Club en 1910. Avec son aide, elle a été embauchée pour son premier emploi professionnel, un petit rôle de danse dans The Summer Widowers. Le 28 mai 1911 à New Rochelle, à New York, malgré les objections de son père, le couple se marie. L'anglais Vernon s'était déjà imposé comme danseur dans des rôles comiques. Sa spécialité était de jouer un gentleman ivre, qui titubait élégamment sur la scène en essayant de cacher son état.
Après leur mariage, Irene joue avec Vernon dans The Hen-Pecks (1911), une production dans laquelle il était un acteur vedette. Les deux ont ensuite voyagé ensemble à Paris pour se produire dans une revue de danse. La série de spectacles se termine rapidement, mais le couple a ensuite été embauché comme numéro de danse par le Café de Paris. Ils ont interprété les dernières danses ragtime américaines, telles que le Turkey trot (en) et le Grizzly Bear. Les Castle furent bientôt la coqueluche de la société parisienne; leur succès a été largement rapporté aux États-Unis, préparant le terrain pour un retour triomphant à New York en 1912.[réf. nécessaire]
À leur retour aux États-Unis, leur succès continue à plus grande échelle. Faisant leurs débuts à New York en 1912 dans une succursale du Café de Paris dirigée par Louis Martin, qui leur avait donné leurs débuts à Paris, le duo fut bientôt demandé sur la scène, dans le vaudeville et dans le cinéma. Ils sont également devenus des incontournables de Broadway. Parmi leurs spectacles figuraient The Sunshine Girl (1913) et Watch Your Step (1914), qui mettait en avant la première partition d'Irving Berlin, écrite pour les Castle. Le couple y polis et popularise le Foxtrot. Après sa tournée à New York, Watch Your Step a continué d'être joué jusqu'en 1916.
En 1914, le couple ouvre une école de danse à New York appelée "Castle House", une boîte de nuit appelée "Castles by the Sea" sur la promenade de Long Beach, à New York, et un restaurant, "Sans Souci". À Castle House, ils ont enseigné à la société new-yorkaise les derniers pas de danse, le jour, et ont accueilli des invités et ont joué dans leur club et café la nuit. Ils étaient également très demandés pour des cours privés et des apparitions dans des soirées mondaines. Malgré leur renommée, ils se sont souvent retrouvés traités comme des domestiques embauchés; si un client riche était trop exigeant, Vernon proposait des honoraires de mille dollars de l'heure pour les cours et les obtenait souvent.

## Film et mode

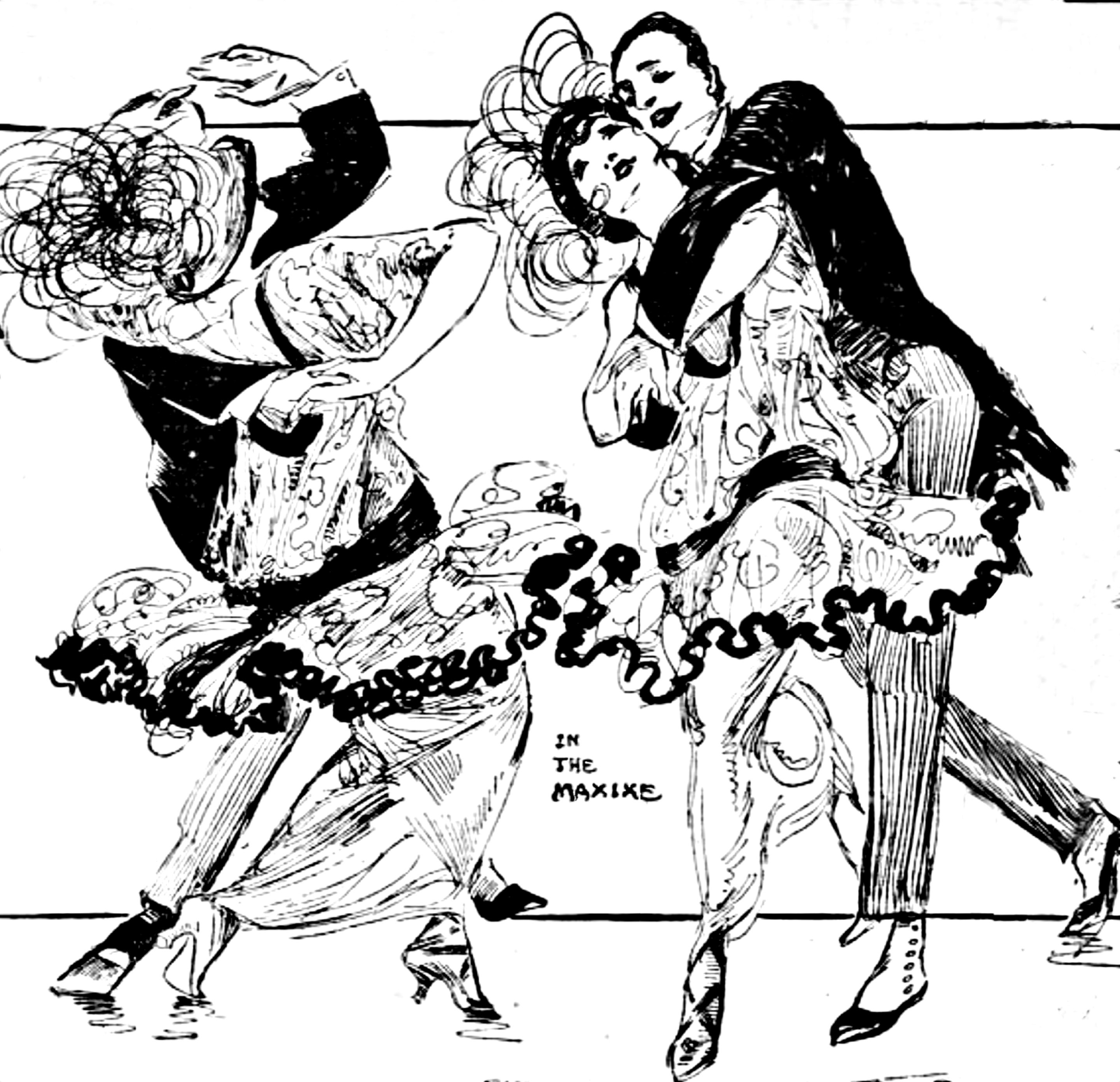
Marguerite Martyn a dessiné les Castle dansant la matchiche en 1914.

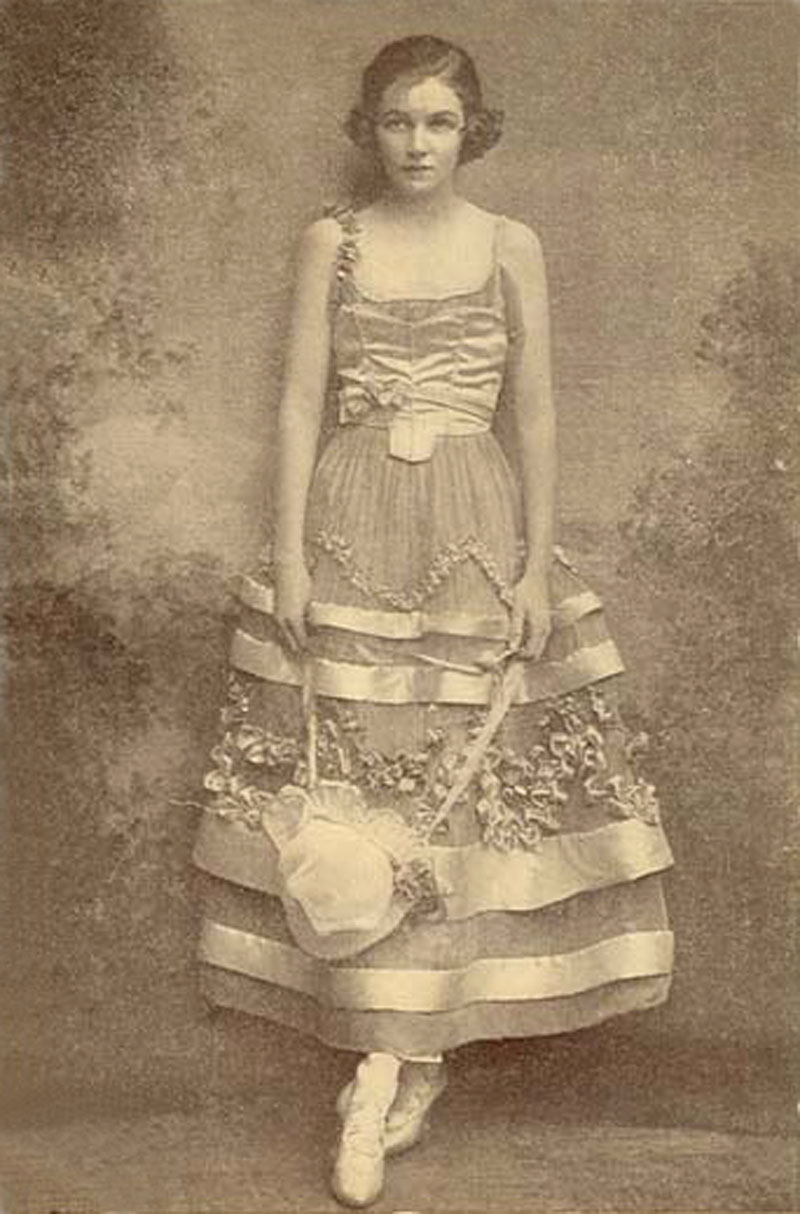
Irene, costumée par Lucile pour Watch Your Step, 1914

En tant que couple de danseurs le plus en vogue aux États-Unis, les Castle étaient des pionniers dans un certain nombre de domaines. Leur enthousiasme pour la danse a encouragé leurs admirateurs à essayer de nouvelles formes de danse sociale. Considérés comme des parangons de respectabilité et de classe, les Castle ont spécifiquement aidé à éliminer la stigmatisation de la vulgarité de la danse rapprochée. Les performances des Castle, souvent rythmées par des rythmes de ragtime et de jazz, ont également popularisé la musique afro-américaine parmi les blancs bien nantis. Les Castle sont apparus dans un flux d'actualités intitulé Social and Theatrical Dancing en 1914 et ont écrit un livre d'instructions à succès, Modern Dancing, plus tard cette année-là. Le couple a également joué dans un long métrage intitulé The Whirl of Life (1915), qui a été bien accueilli par la critique et le public.
Au fur et à mesure que la célébrité du couple augmentait au milieu des années 1910, Irene Castle devint une pionnière majeure de la mode, initiant la vogue des jupes plus courtes et plus amples et des corsets amples et élastiques. On lui attribue également d'avoir rendu populaire le bob chez les femmes américaines, en 1913 ou 1914 - la coiffure courte préférée des garçonnes dans les années 1920. Les robes élégantes mais simples et fluides qu'Irene portait sur scène et à l'écran étaient régulièrement présentées dans Vogue, Harper's Bazaar et d'autres magazines de mode. Ceux-ci étaient souvent fournis par la célèbre couturière Lucile, mais Irene a également conçu certains de ses vêtements elle-même,,. Les Castle, élancés et élégants, étaient des pionniers d'autres façons encore: ils voyageaient avec un orchestre noir, le Society Orchestra de James Reese Europe, et avaient une manager ouvertement lesbienne, Elisabeth Marbury.
Les Castle ont soutenu Victor Records en publiant des disques du Castle House Orchestra, dirigé par James Reese Europe, une figure pionnière de la musique afro-américaine. Ils ont également prêté leur nom à la publicité pour d'autres produits, allant des cigares et des cosmétiques aux chaussures et aux chapeaux.[réf. nécessaire]

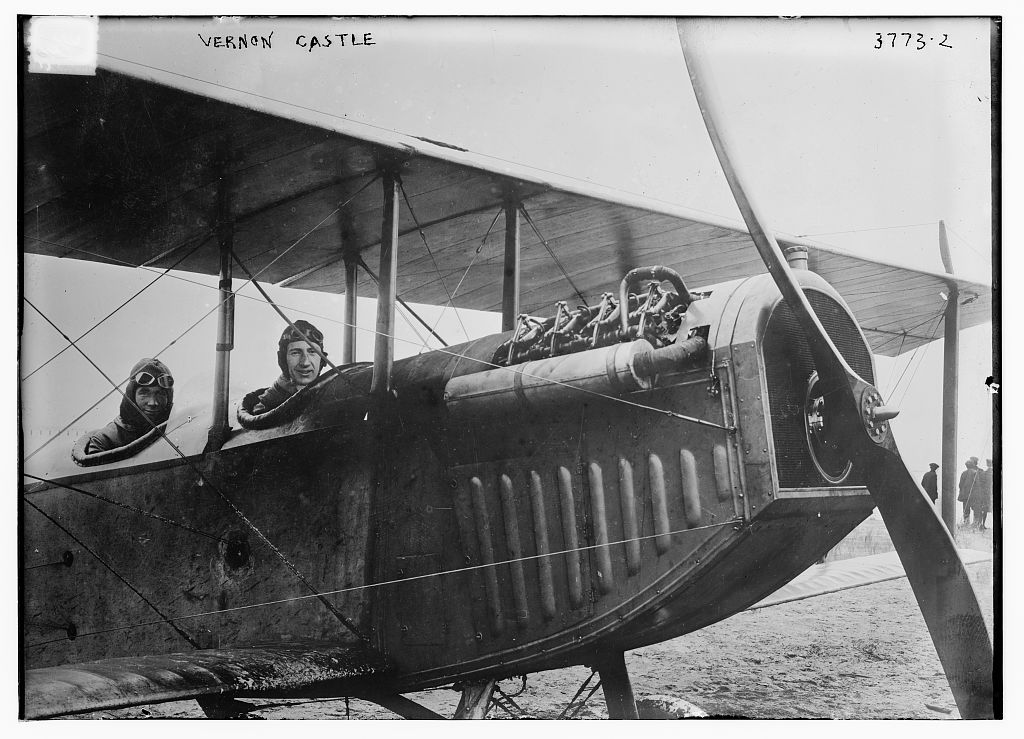
Vernon Castle dans un Curtiss JN-4. Cliché (ca. 1916), Bibliothèque du Congrès, Washington, USA.

## Première Guerre mondiale: la mort de Vernon
En 1915, Vernon a décidé de se battre dans la guerre et a commencé une école de pilotage aux États-Unis, laissant l'équipe de Watch Your Step en tournée. Il reçoit son brevet de pilote au début de l'an 1916. Les Castle ont donné deux représentations d'adieu au Théâtre de l'Hippodrome de New York en janvier 1916, accompagnés de John Philip Sousa et de son groupe. Vernon navigue pour l'Angleterre pour s'enrôler comme pilote dans le Royal Flying Corps pendant la Première Guerre mondiale. En survolant le front occidental, il a accompli 300 missions de combat, abattu deux avions et a reçu la Croix de Guerre en 1917. Il a été affecté au Canada pour former de nouveaux pilotes, promu capitaine, puis transféré avec le reste de son unité aux États-Unis pour un entraînement hivernal au Camp Taliaferro.

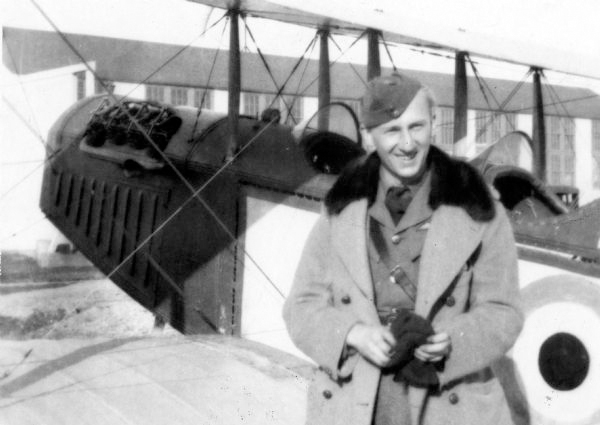
Capitaine Vernon Castle quelques jours avant sa mort en 1918

Fin 1917, alors qu'il était absent, Irene est apparue dans une revue pleine de célébrités, Miss 1917 . Bien qu'elle ait été saluée par les critiques, elle était mécontente de jouer seule sur scène: «Je me suis retrouvée désespérément perdue en tant que numéro solo. Je n'avais aucune formation pour danser seul et je n'aurais jamais dû l'essayer.". Bien que couronnée de succès auprès des critiques, la revue n'a pas réussi à attirer un public; au moins pas assez pour payer la production somptueuse. La chanson de spécialité de Castle a été contestée pour des raisons de droit d'auteur, et la direction l'a coupée. De plus, son numéro dans la série était prévu tard dans la soirée, ce qui entrait en conflit avec son travail cinématographique tôt le matin. La série ayant échoué, elle et d'autres ont été abandonnés par les producteurs. Plus tard, elle a poursuivi en justice avec succès, mais à ce moment-là, la société de production était en faillite. Pendant le reste de l'année 1917, elle fit des apparitions bien accueillies au nom d'organismes de bienfaisance de guerre.
Le 15 février 1918, au-dessus de Benbrook Field, un terrain d'entraînement près de Fort Worth, au Texas, Vernon a pris des mesures d'urgence peu après le décollage pour éviter une collision avec un autre avion. Son avion a calé et il n'a pas pu reprendre le contrôle avant que l'avion ne touche le sol. Il est mort peu de temps après l'accident, à l'âge de 30 ans,. Vernon était la seule victime. Selon le monument sur le site de l'accident, "Ni l'autre pilote, ni son élève, ni le singe de compagnie de Vernon, Jeffrey, n'ont été gravement blessés.". Irene a rendu hommage à Vernon dans ses mémoires My Husband, 1919. Il y a une rue de Benbrook, au Texas, nommée en son honneur, avec un monument qui lui est dédié. Vernon a été enterré au Cimetière de Woodlawn dans le Bronx à New York. La figure commémorative en deuil agenouillée sur la tombe a été créée par l'amie d'Irene, la sculptrice américaine Sally James Farnham.[réf. nécessaire]

## La vie sans Vernon

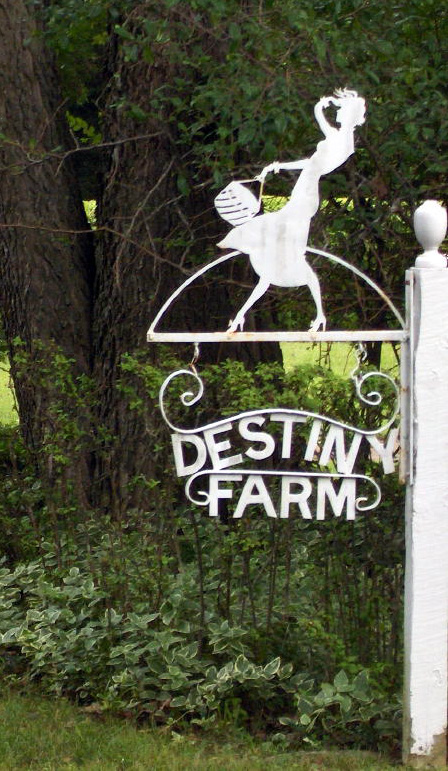
Enseigne conçue par Irene Castle pour Destiny Farm à Eureka Springs

Le 3 mai 1919, Irene épousa Robert E. Treman, le descendant d'une importante famille d'Ithaca, dans l'État de New York. Ils résidaient dans la subdivision Cayuga Heights récemment coupée d'Ithaca, au nord de l'Université Cornell. Irene a joué en solo dans une douzaine de films muets entre 1917 et 1924, dont Patria (1917), et est apparue dans plusieurs autres productions scéniques avant de se retirer du show business. Treman aurait investi l'argent de Castle et l'a perdu en bourse. Ils ont divorcé en 1923. Elle s'est mariée encore deux fois; la même année, elle épouse Frederic McLaughlin (un homme de 16 ans son aîné), et deux ans après sa mort en 1944, elle épouse George Enzinger (décédé en 1959), un publicitaire de Chicago. Au cours de son mariage avec le «Major» McLaughlin, qui était le propriétaire fondateur des Blackhawks de Chicago, on lui attribue la conception du chandail original pour le Blackhawks Hockey Club. Elle a eu deux enfants avec McLaughlin, Barbara McLaughlin Kreutz (1925–2003), qui était doyenne de la Graduate School of Arts and Sciences au Collège Bryn Mawr, et William Foote McLaughlin (1929–2012).
Principalement retirée de la danse après la naissance de William en 1929, Castle s'est concentré sur l'activisme des droits des animaux. Vers 1930, «la femme la mieux habillée d'Amérique» présenta une série de dramatisations radiophoniques d'un quart d'heure au sujet de ses voyages en Europe avec son mari, de son bouledogue Zowie, et de Walter («le serviteur de couleur de son père») dans les capitales européennes dans «La vie de Château d'Irene ". Un seul épisode (épisode # 4) est encore connu à ce jour.

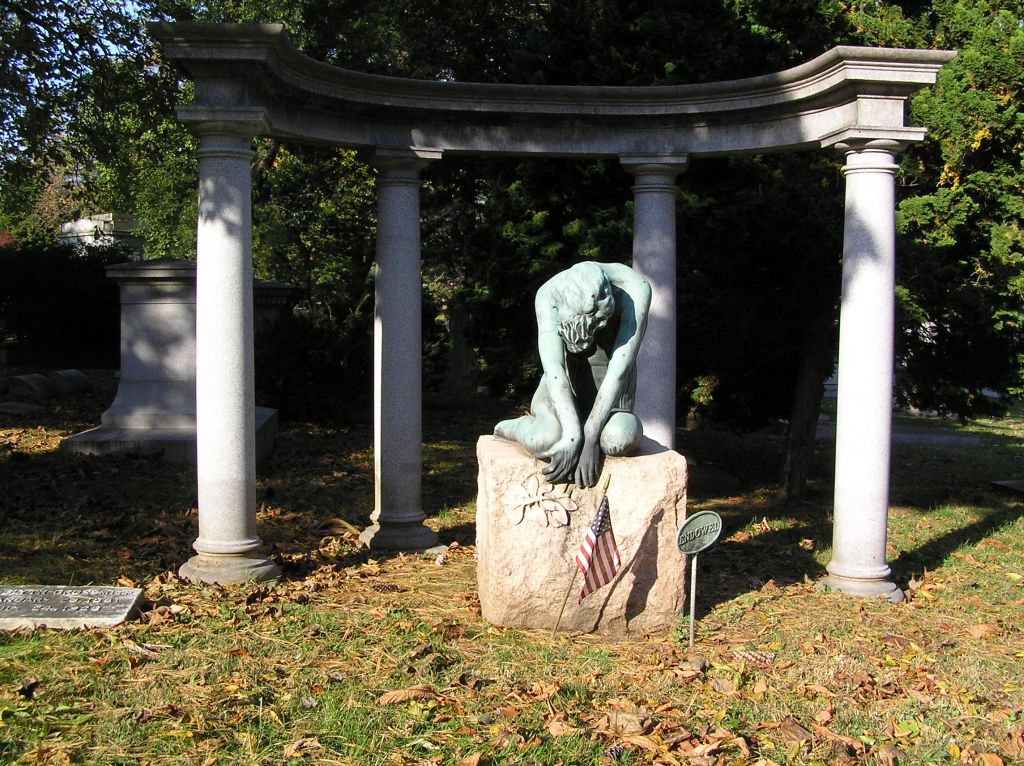
La tombe de Vernon et Irene Castle.

En 1939, la vie des Castle a été présentée dans un film, La Grande Farandole, produit par RKO et mettant en vedette Fred Astaire et Ginger Rogers. Edna May Oliver a joué leur agent, et Lew Fields le jouait dans sa jeunesse. Irene Castle a servi de conseillère technique sur le film, mais s'est heurtée à Rogers, qui a refusé de porter le bob court de Castle ou de s'assombrir les cheveux. Elle s'est opposée aux demandes de garde-robe inauthentiques de Rogers, bien qu'un certain nombre de robes Lucile originales de Castle aient été copiées pour le film. Castle a également protesté contre l'embauche de l'acteur blanc Walter Brennan pour jouer leur fidèle ami et serviteur Walter, qui était noir.
Pour le reste de sa vie, Castle était une militante fervent des droits des animaux établissant finalement le refuge pour animaux de l'Illinois "Les Deux Orphelines", qui est toujours actif. En 1958, elle est apparue en tant qu'invitée dans l'émission télévisée To Tell the Truth. Castle et son quatrième mari ont déménagé à Destiny Farm à Eureka Springs, Arkansas en 1954.
Irene est décédée dans sa ferme de l'Arkansas le 25 janvier 1969, à l'âge de 75 ans. Elle a été enterrée avec Vernon au cimetière de Woodlawn à New York.

## Galerie

Les tendances de mode d'Irene Castle en 1916–1917
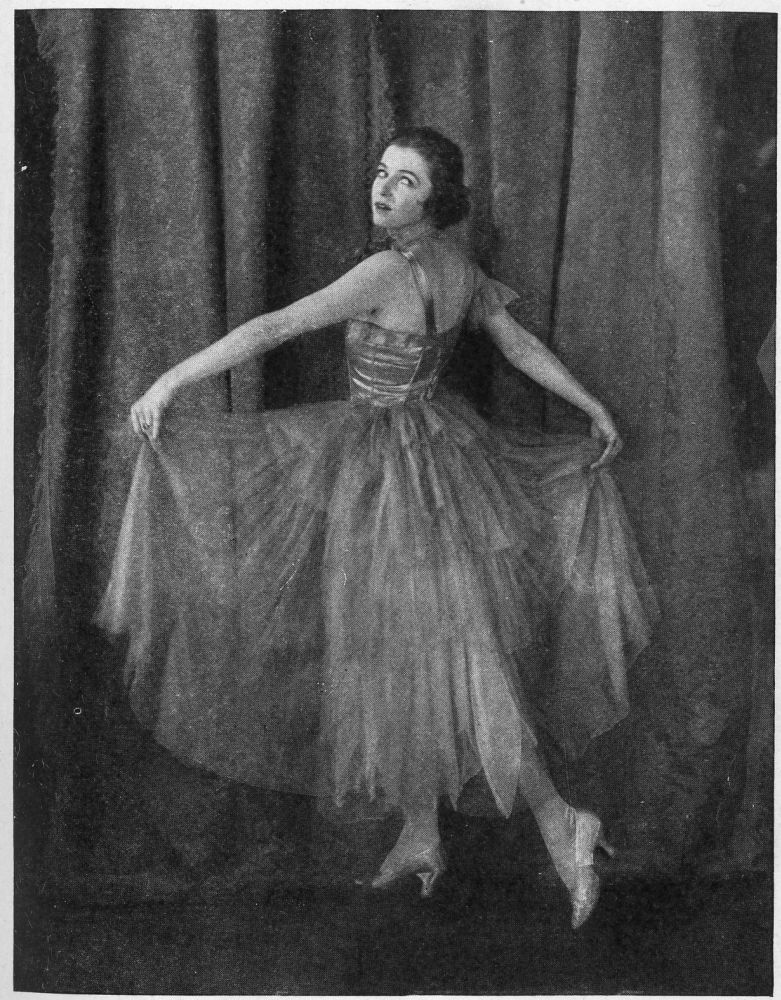
Costume de bal.
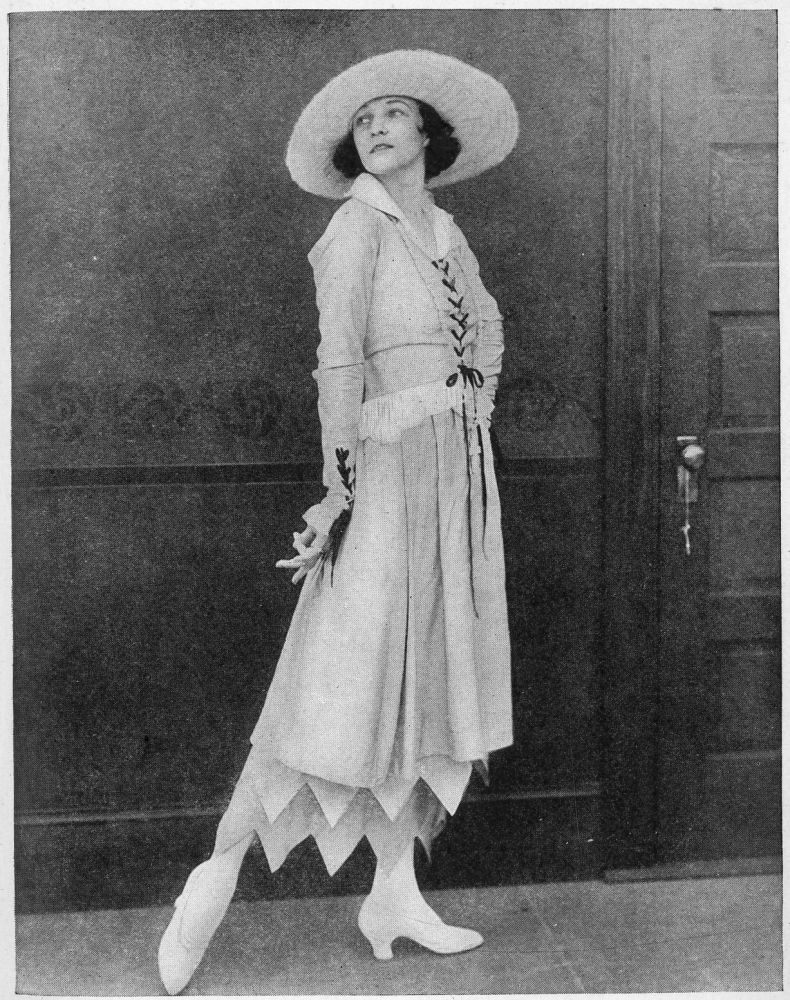
Costume d'après-midi d'été.
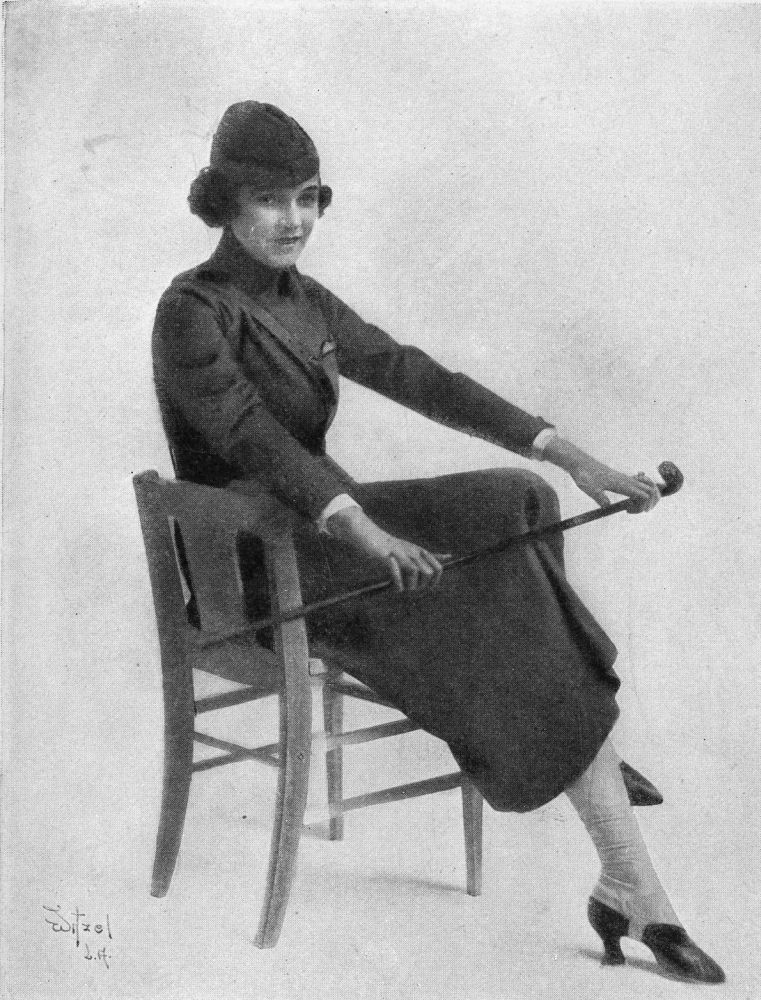
Costumée comme à la guerre pour Patria (en).
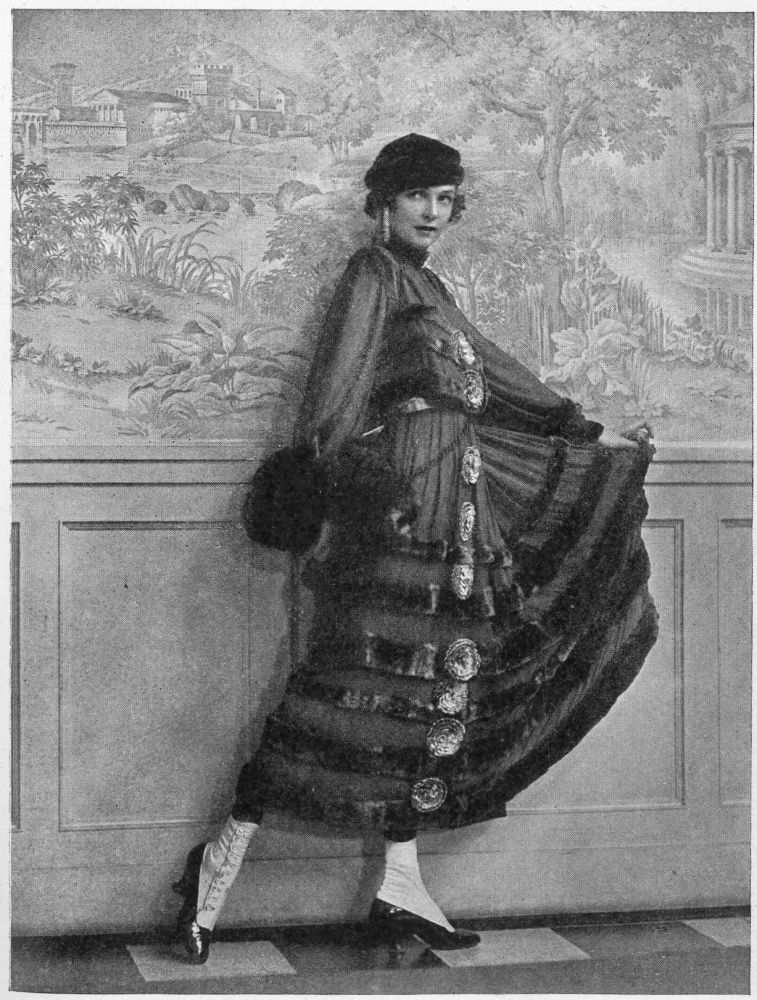
Costume d'après-midi d'hiver.

"Mme Vernon Castle qui détermine la mode d'aujourd'hui en costume et cheveux courts pour les jeunes femmes d'Amérique.
Pour cette raison et parce que Mme Castle a une pose irréprochable et un sens de l'habillement (connaissance de ce qu'elle peut porter et de comment le porter)
nous l'avons sélectionnée pour illustrer plusieurs types de costumes caractéristiques de 1916 et 1917."
Emily Burbank, Woman as Decoration (1917)

## Danses associées
| - Bunny hug - Castle Walk (en) - Foxtrot - Grizzly Bear, appelée Pas de l'Ours en français | - Valse hésitation - Matchiche - Tango - Turkey trot (en) |  |

## Filmographie d'Irene Castle
(janvier 2024).
| - Patria (en) (1917) - Stranded in Arcady (en) (1917) - The Mark of Cain (1917) - Sylvia of the Secret Service (en) (1917) - Vengeance Is Mine (en) (1917) - Convict 993 (en) (1918) | - The Hillcrest Mystery (en) (1918) - The Mysterious Client (1918) - The First Law (en) (1918) - The Girl from Bohemia (1918) - The Common Cause (en) (1919) - The Firing Line (en) (1919) | - The Invisible Bond (en) (1919) - The Amateur Wife (en) (1920) - The Broadway Bride (1921) - French Heels (en) (1922) - No Trespassing (1922) - Slim Shoulders (en) (1922) |